# 무스타파 다으스탄르
무스타파 다으스탄르(튀르키예어: Mustafa Dağıstanlı, 1931년 4월 11일~2022년 9월 18일)는 튀르키예의 레슬링 선수이다.

## 생애
1931년 4월 11일 튀르키예 삼순주 차르샴바에 위치한 마을인 쇠위트프나르에서 태어났으며, 18세 때 레슬링을 시작했다. 1958년에 튀르키예 국가대표팀에 발탁되었으며, 1956년과 1960년 올림픽 남자 레슬링 자유형에서 2연패를 하며 금메달을 땄다. 그는 세계 선수권 대회에서 3번 우승했다.